# 常德市
常德市，古称武陵，是中华人民共和国湖南省下辖的地级市，位于湖南省北部。市境东、南与益阳市接壤，西南与怀化市毗邻，西与张家界市相连，西北与湖北省恩施州、宜昌市接界，北与湖北省荆州市相邻。地处武陵山脉与洞庭湖平原交接带，洞庭湖西侧，地势西高东低。澧水、沅江自西向东横贯境内，注入西洞庭湖。全市总面积18,177平方公里，常住总人口527.91万人，市人民政府驻武陵区朗州路120号。

## 历史
“常德”，最早见于《老子》：“为天下溪，常德不离。”又见于西汉毛氏《诗经·常武》小序：“有常德以立武事，因以为戒焉。”北宋政和七年（1117年），取《诗经·常武》小序“有常德以立武事”之义在鼎州置常德军。后升为常德府、常德路。清朝宣统三年（1911年），裁县留府，废武陵县置常德府。民国初，常德府废，复武陵县，旋改名常德县。“常德”之名沿袭至今。
常德历史悠久，秦昭襄王三十年（前277年）蜀守张若“伐取巫郡及江南”，在今武陵区城东建筑城池，迄今2200多年历史。常德市在秦代属黔中郡，两汉时属武陵郡。三国以后直至清代，常德市大致按沅水、澧水流域分治。沅水流域，先后是武陵郡、朗州、鼎州、常德路、常德府。曾是七朝郡治、七朝军府、七代藩封之地，辖区远及湘西北、鄂西南、黔东北、桂东北地区，素有 “西楚唇齿”、“黔川咽喉”之称。
1988年元月，中国国务院批准，撤销常德地区，建省辖常德市，实行市领导县体制。4月18日，省人民政府根据国务院批复，通知撤销常德地区建省辖常德市，从此揭开常德发展新的历史篇章。

## 地理

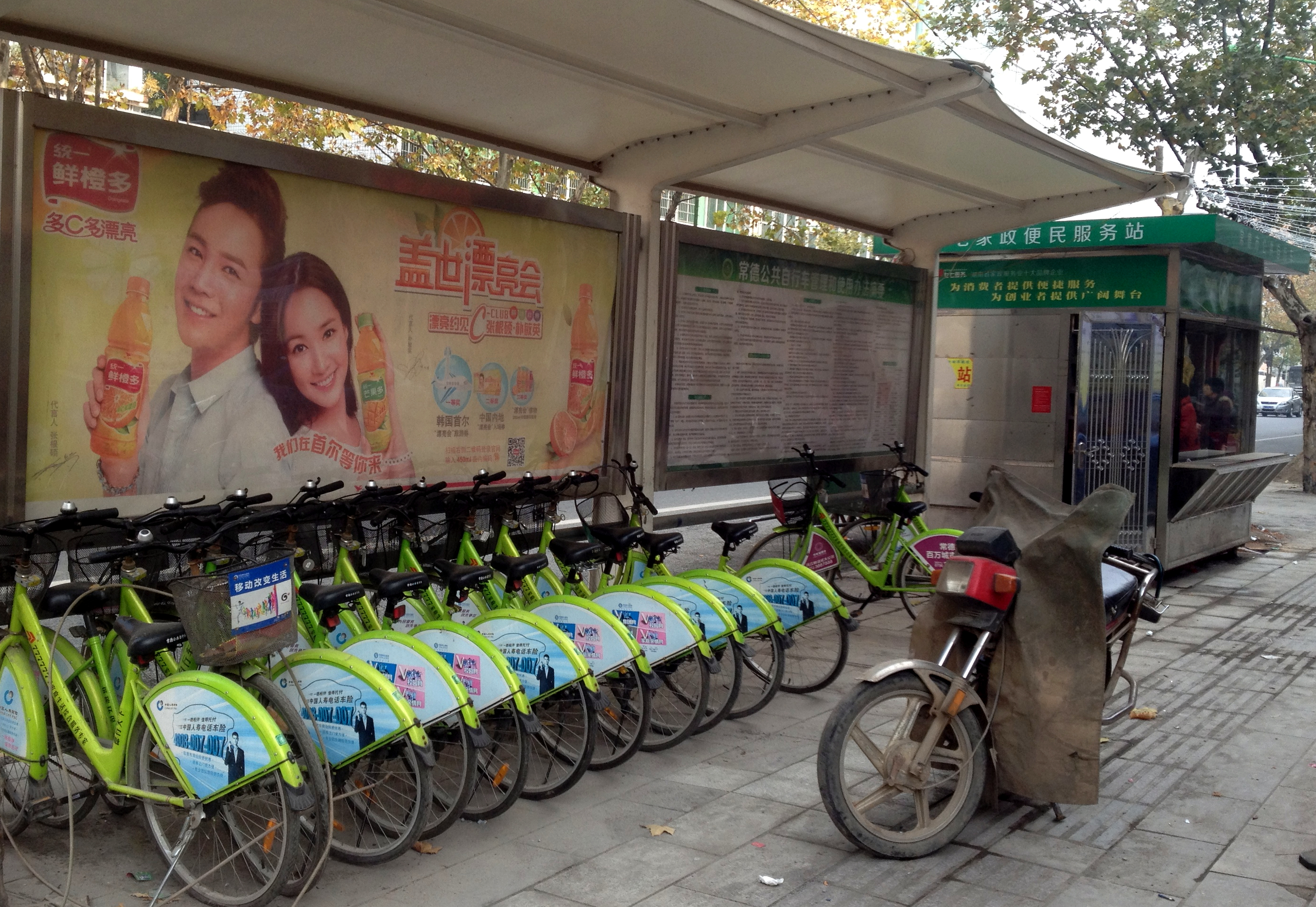
常德公用腳踏車

常德位于北纬28度至31度，东经110度至113度之间，时区属于国际时区东8区。地处中国的中南部，长江中游，湖南省的西北部。东临洞庭，西接黔渝，南通长沙，北连荆襄。从经济区位划分，常德属于中国经济中部崛起重心地带，位于泛珠江三角洲和泛长江三角洲经济发展区域结合部，是东部沿海发达地区产业向中、西部转移的黄金地段。
常德地貌以平原为主。境内山水相连，地势西北高东南低。西部有“湖南屋脊”之称的壶瓶山。东南部是地肥水美的西洞庭湖平原，平均海拔在50米以下。中部过渡地段为丘陵。湖南四大水系中的沅江和澧水流经常德，境内有大小河流432条。平湖区江河纵横，水网密布，有广阔的天然湿地。
常德市位于湖南省西北部，沅水下游和澧水中游，属于洞庭湖流域，素有「荆楚要地，黔川咽喉，湘西门户」之称。常德市东据西洞庭湖，与益阳市的南县、沅江市湖汊交错；西倚湘西山地，与蜿蜒在张家界市慈利县、永定区及怀化市沅陵县的武陵山脉相承；北枕鄂西山地和江汉平原，与湖北恩施土家族苗族自治州鹤峰县、宜昌市五峰县的山地以及荆州市松滋市、公安县、石首市的平原相连；南抵资水流域，乌云山脉是常德市与益阳市资阳区、桃江县、安化县之间的分水岭。

## 政治

### 现任领导
| 机构     | · 中国共产党 · 常德市委员会 | 常德市人民代表大会 常务委员会 | 常德市人民政府    | · 中国人民政治协商会议 · 常德市委员会 |
| 职务     | 书记                        | 主任                          | 市长              | 主席                                  |
| -------- | --------------------------- | ----------------------------- | ----------------- | ------------------------------------- |
| 姓名     | 罗毅君                      | 蒋锋                          | 周振宇            | 黄清宇                                |
| 民族     | 汉族                        | 汉族                          | 汉族              | 汉族                                  |
| 籍贯     | 湖南省邵阳市                | 湖南省东安县                  | 湖南省邵阳县      | 湖南省汉寿县                          |
| 出生日期 | 1972年2月（53歲）           | 1966年12月（58歲）            | 1970年1月（55歲） | 1966年12月（58歲）                    |
| 就任日期 | 2024年4月                   | 2024年12月                    | 2021年11月        | 2022年1月                             |

### 历任领导
| 市委书记 - 陈彰嘉（1988年5月－1990年9月） - 庞道沐（1990年9月－1995年1月） - 吴定宪（1995年1月－2001年3月） - 程海波（2001年3月－2006年3月） - 武吉海（2006年4月－2008年12月） - 卿渐伟（2008年12月－2013年3月） - 王群（2013年3月－2017年3月） - 周德睿（2017年3月－2021年3月） - 杨懿文（2021年4月－2021年11月） - 曹志强（2021年11月－2024年4月26日） - 罗毅君（2024年4月26日－） | 市长 - 程林义（1988年6月－1989年7月） - 蔡长松（1989年7月－1992年12月） - 吴定宪（1993年1月－1995年1月） - 张昌平（1995年3月－1998年1月） - 程海波（1998年2月－2001年3月） - 陈君文（2001年4月－2007年3月） - 卿渐伟（2007年5月－2008年12月） - 陈文浩（2008年12月－2013年4月） - 周德睿（2013年4月－2017年9月） - 曹立军（2017年9月－2020年6月） - 邹文辉（2020年7月－2021年10月） - 周振宇（2021年11月－） |

### 行政区划
常德市现辖2个市辖区、6个县，代管1个县级市。
- 市辖区：武陵区、鼎城区
- 县级市：津市市
- 县：安乡县、汉寿县、澧县、临澧县、桃源县、石门县

除正式行政区划外，常德市还设立以下经济管理区：国家级常德经济技术开发区、西洞庭管理区、西湖管理区（均为由国营农场改制而设立的正县级管理区）、柳叶湖旅游度假区。

## 人口
2022年末，全市常住人口521.3万人。 其中城镇人口300.8万人，农村人口220.5万人。
根据2020年第七次全国人口普查，全市常住人口为5,279,102人。同第六次全国人口普查的5,714,623人相比，十年共减少了435,521人，下降7.62%，年平均增长率为-0.79%。其中，男性人口为2,646,410人，占总人口的50.13%；女性人口为2,632,692人，占总人口的49.87%。总人口性别比（以女性为100）为100.52。0－14岁的人口为785,073人，占总人口的14.87%；15－59岁的人口为3,172,972人，占总人口的60.1%；60岁及以上的人口为1,321,057人，占总人口的25.02%，其中65岁及以上的人口为1,011,703人，占总人口的19.16%。居住在城镇的人口为2,968,067人，占总人口的56.22%；居住在乡村的人口为2,311,035人，占总人口的43.78%。

### 民族

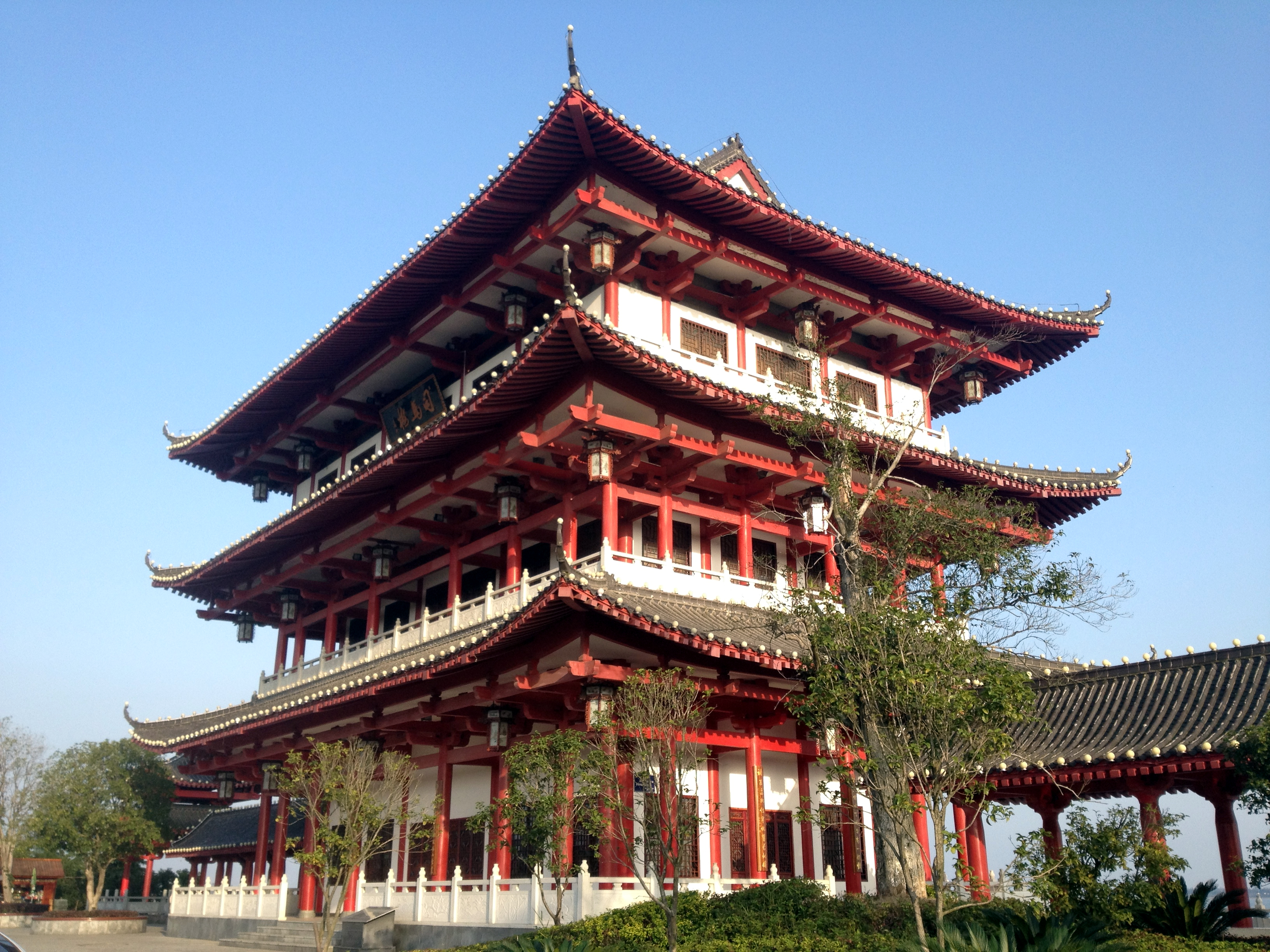
武陵區司馬樓

常德为中国维吾尔族人口第二大聚居地，也是湖南回族聚居地。常德以汉族人口为主，少数民族呈大分散小聚居，世居少数民族为土家、回和维吾尔族。2000年第五次人口普查数据显示，常德全市共有汉族人口5,740,875人，占地区人口的91.98%；少数民族460,499人，占全省少数民族的7.18%，人口数居第5位；少数民族占地区人口的8.02%；中国55个少数民族中有47个民族分布。
常德市少数民族人口在万人以上的有土家族和回族。全市土家族人口405,745人，占湖南土家族人口的15.37%，为仅次于张家界湖南土家族人口集中分布地；土家族占地区少数民族人口的88.11%。回族37,559人，占湖南回族人口的38.57%，占地区少数民族的8.16%，为湖南回族人口最多的地区。常德为维吾尔族世居地，也是中国第二大维吾尔族人口集中分布地，常德有维吾尔族人口5,718人，占湖南维吾尔族人口的72.02%，维吾尔族人口总数仅次于新疆。苗和蒙古族人口均过千人，分别达到3,866人和2,581人；白、侗、彝和满族人口均在500人以上，分别达到701、663、551和546人；壮、朝鲜等9个民族人口均过百人。常德少数民族最集中的县份为石门县，土家族占全县人口的50.9％。回族和维吾尔族世居地分布于桃源、汉寿和鼎城区。
2020年全市常住人口中，汉族人口为4,885,637人，占92.55%；各少数民族人口为393,465人，占7.45%。与2010年第六次全国人口普查相比，汉族人口减少419,095人，下降7.9%，占总人口比例下降0.28个百分点；各少数民族人口减少16,426人，下降4.01%，占总人口比例增加0.28个百分点。其中，土家族人口减少17,640人，下降4.88%，占总人口比例增加0.19个百分点；回族人口减少8,307人，下降24.8%，占总人口比例下降0.11个百分点；苗族人口增加5,431人，增长119.44%，占总人口比例增加0.11个百分点；维吾尔族人口减少855人，下降17.9%，占总人口比例下降0.01个百分点。
| 民族名称                | 汉族      | 土家族  | 回族   | 苗族  | 维吾尔族 | 侗族  | 壮族  | 瑶族  | 白族 | 布依族 | 其他民族 |
| ----------------------- | --------- | ------- | ------ | ----- | -------- | ----- | ----- | ----- | ---- | ------ | -------- |
| 人口数                  | 4,885,637 | 343,588 | 25,190 | 9,978 | 3,921    | 2,326 | 1,939 | 1,859 | 992  | 684    | 2,988    |
| 占总人口比例（%）       | 92.55     | 6.51    | 0.48   | 0.19  | 0.07     | 0.04  | 0.04  | 0.04  | 0.02 | 0.01   | 0.06     |
| 占少数民族人口比例（%） | －        | 87.32   | 6.40   | 2.54  | 1.00     | 0.59  | 0.49  | 0.47  | 0.25 | 0.17   | 0.76     |

## 语言
常德地区全境通用西南官话（常鹤片），只有东部的安乡县和汉寿县的个别乡镇使用湘语。但常德地区内的西南官话的各个方言之间还是有不少差异，以桃源方言最为独特。
常德方言属于西南官话（北方話），與普通話差距不大。但與湖南大部分地區通行的湘語完全不同，不能互通。这与历史上大规模的移民密切相关。据记载：秦汉以来，不断有北方居民南迁。西晋末年的永嘉丧乱，引起北方人口大南迁，大量人口沿汉水流域南下，渡江到达洞庭流域，这次大迁徙一直延续到南北朝。唐朝的安史之乱，曾使“襄邓(湖北襄阳和河南南阳)百姓，两京(长安、洛阳)衣冠，尽投江湘，故荆南井邑，十倍其初。”
常德方言内部也存在明显的差异，横贯境内的沅、澧两水把常德方言划分为两大方言片，沅水流域（武陵、鼎城、桃源、汉寿）和澧水流域（石门、临澧、澧县、安乡、津市）的方言呈现出各自的特点。
常德方言与现时通用的普通话在理解上不存在较大差异。

## 交通

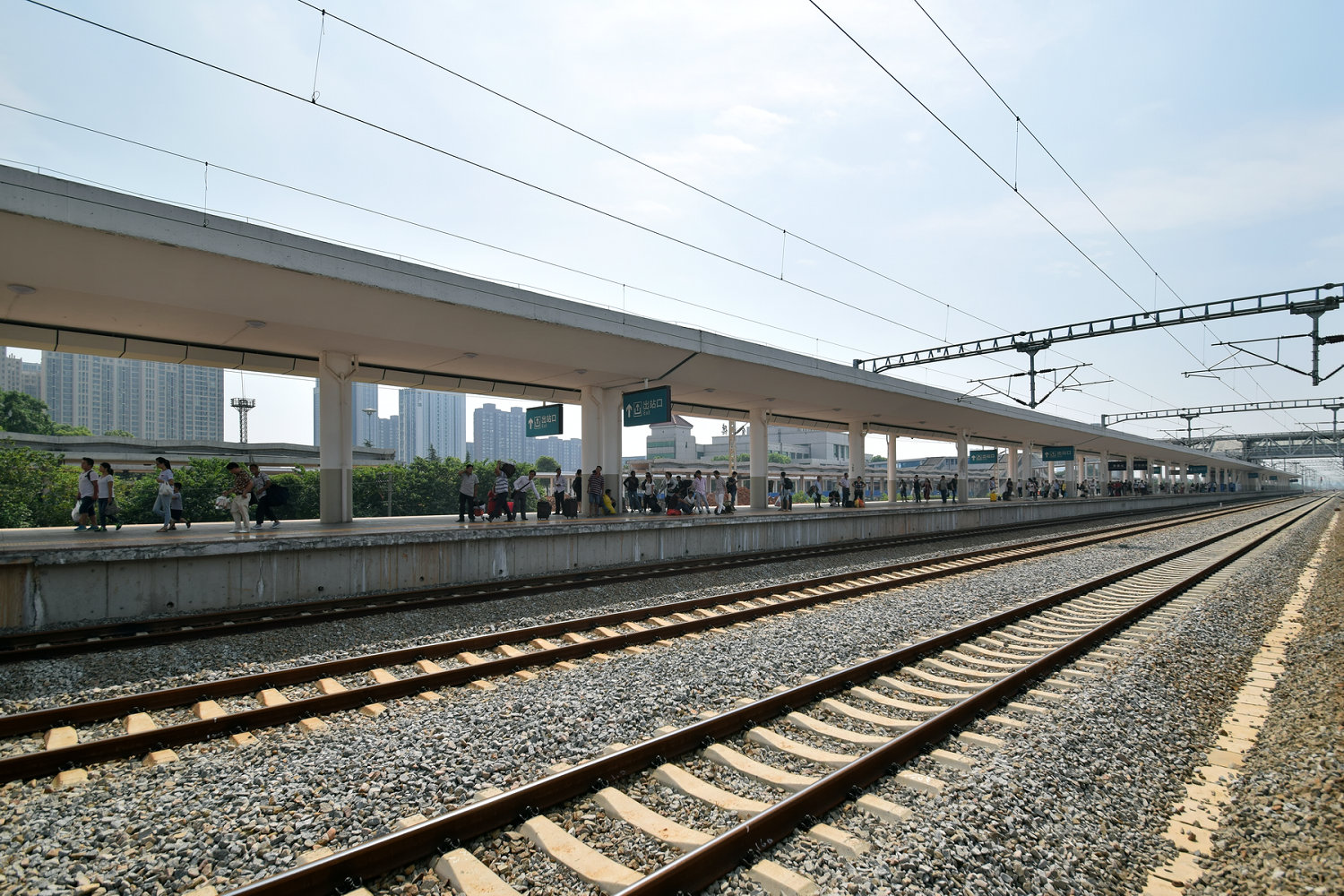
常德站

- 207国道过境。
- 石长铁路、洛湛铁路、黔张常铁路：常德站

## 文化

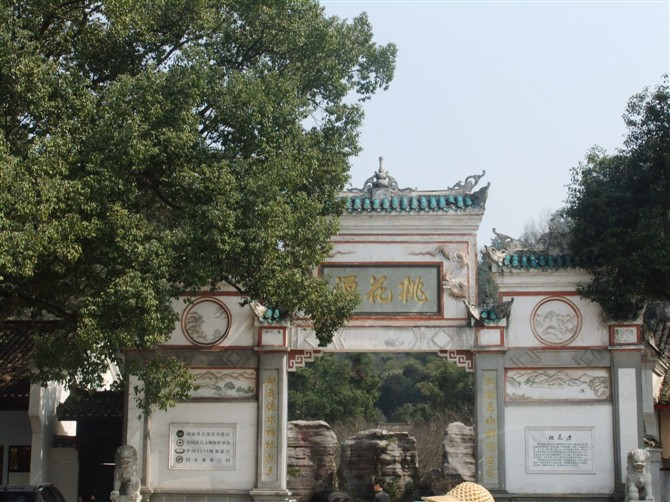
桃花源

常德地区的文化具体体现为“德文化”。它是指以常德为地理区域，或生于斯、或长于斯、或居于斯的历代名人名臣们表现出来的道德和民族精神，融合常德地方性民俗文化，包括楚文化、芷兰文化，具有整体性特征的区域性文化。“德文化”包括了五个方面的主要内容：一是道德文化，以德山和善卷先生为代表；二是民族氣節，以愛國詩人屈原、常德會戰國軍抗日官兵為感召；三是為憲政共和贊助人才，包括辛亥革命武昌首義臨時總指揮蔣翊武、三烈士之一的劉復基（蔣翊武亦是）和中國國民黨代理事長、為共和憲法而犧牲的宋教仁；四是歸隱的文化，包括陶淵明及其時代流行的五斗米教及桃花源的美麗傳説；最後是民俗文化，民间文艺，如常德絲弦等。
晋代诗人陶渊明描绘的桃花源就地处常德市桃源县内。石门縣古刹夹山寺建于唐代，历来为佛教圣地；澧县的文庙是全省最大的文庙；常德詩墻享譽中外。
历代聞人春申君、車胤、屈原、宋玉、陶渊明、李白、刘禹锡、沈從文等都曾在常德寓居或游历，留下了许多脍炙人口的诗章和傳説；中華民國開國元勳蔣翊武、為共和憲法而犧牲的宋教仁、孫中山總統代理參軍長、陸軍上將林修梅；中共元老林伯渠、國學大師餘嘉錫、歷史學家吳相湘、馬克思主義史學家翦伯讚；詩人昌燿、小説家丁玲、清代畫僧髨殘等名人都诞生在常德。

### 全国重点文物保护单位
- 常德铁幢
- 城头山遗址
- 彭头山遗址
- 八十垱遗址
- 桃花源古建筑群
- 余家牌坊
- 虎爪山遗址
- 鸡公垱遗址
- 十里岗遗址
- 汤家岗遗址
- 三元宫遗址
- 孙家岗遗址
- 鸡叫城遗址
- 丁家岗遗址
- 划城岗遗址
- 皂市遗址
- 申鸣城遗址
- 采菱城遗址
- 索县汉代城址
- 九里楚墓群
- 青山崖墓群
- 南禅湾晋墓群
- 花瓦寺塔
- 夹山寺
- 澧州文庙
- 澧州古城墙
- 星子宫古建筑群
- 林伯渠故居

## 风土人情

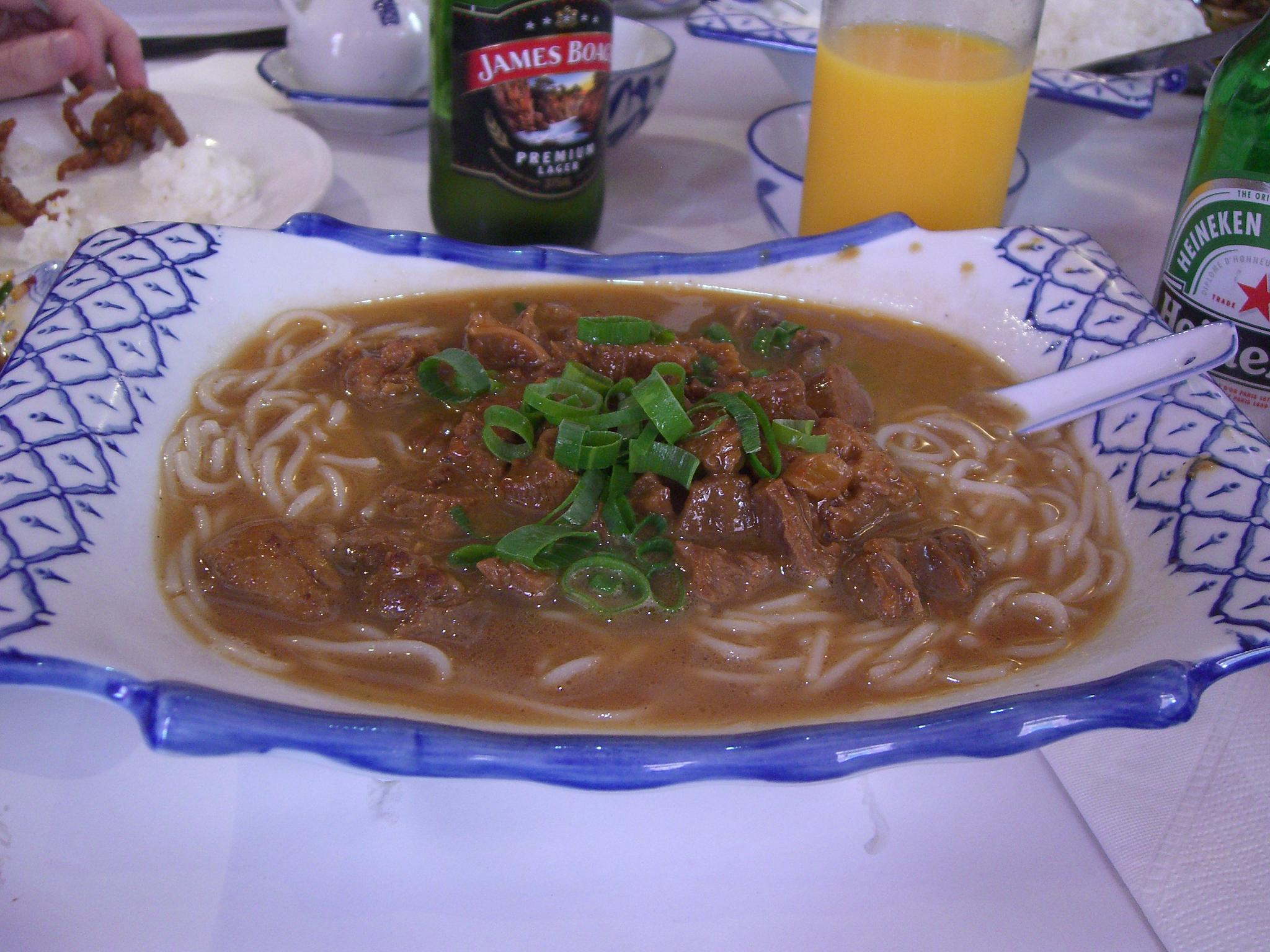
常德牛肉粉

地方戏曲种类有汉剧与常德丝弦。

## 友好城市
| 城市         | 国家     | 缔结时间      |
| ------------ | -------- | ------------- |
| 东近江市     | 日本     | 1994年8月15日 |
| 伊普斯维奇市 | 澳大利亚 | 2007年7月12日 |
| 汉诺威市     | 德国     | 2010年7月10日 |